# 戈登河

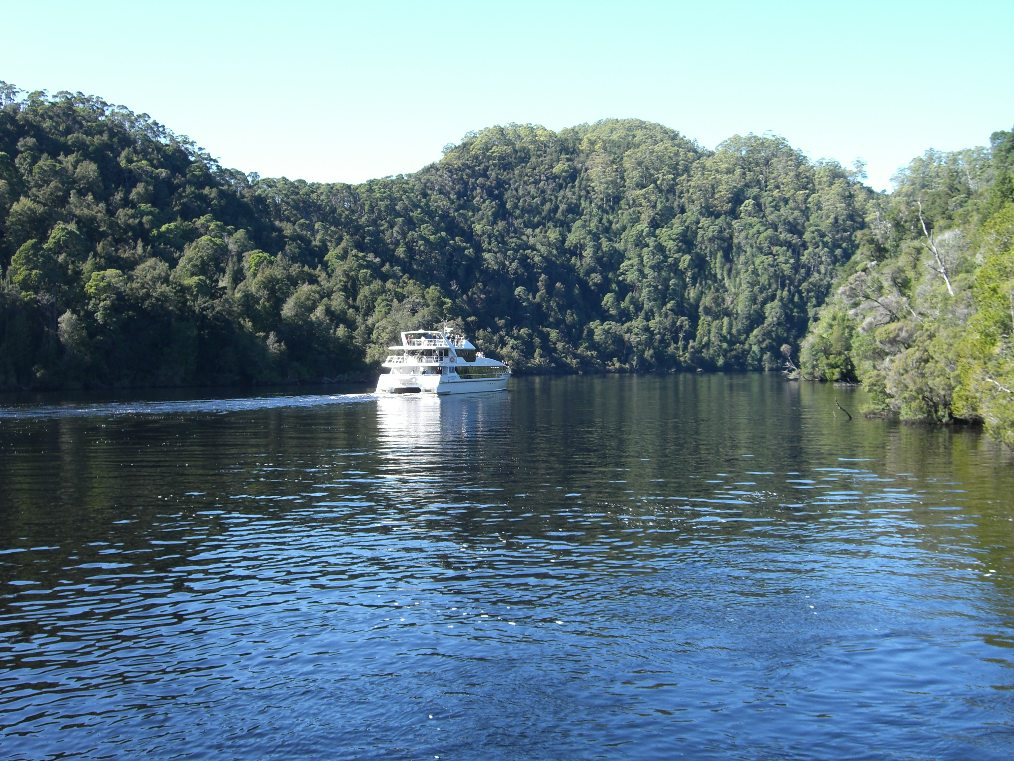
位於戈登河下游的遊覽船

戈登河（Gordon River），位於澳洲塔斯馬尼亞州西部之河流，源出里奇蒙湖，在麦格理港（Macquarie）注入印度洋，全長約115哩。主要支流有富蘭克林、韋奇（Wedge）、丹尼森（Denison）等河。